# كونزية أليفة الغرانيت
كونزية أليفة الغرانيت (الاسم العلمي:Kunzea graniticola) هي نوع من النباتات تتبع جنس الكونزية من فصيلة الآسية.